# Gustavo Gutiérrez

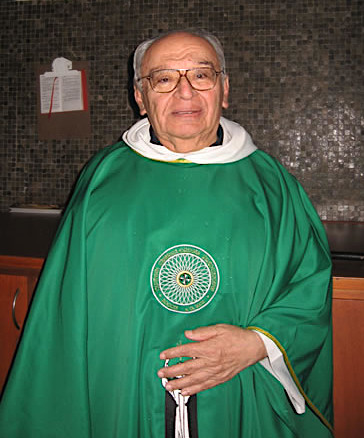
Gustavo Gutierrez

Gustavo Gutiérrez Merino (Lima, 8 juni 1928 – aldaar, 22 oktober 2024) was een Peruaanse katholieke bevrijdingstheoloog. Hij is de oprichter van het Bartholomé de las Casas Institute te Lima. Hij was hoogleraar theologie aan de Universiteit van Notre Dame, Indiana.
Gutiérrez studeerde medicijnen en letteren aan de Universiteit van Lima. Daarna studeerde hij theologie en filosofie aan het Institute Catholique in Lyon. Gutiérrez maakte na zijn terugkeer in Peru naam als een van de voornaamste Zuid-Amerikaanse bevrijdingstheologen. Hij schreef het boek Bevrijdingstheologie: Geschiedenis, Politiek, Redding (Hacia una teologia de liberación, 1971). Dit boek legde de grondslag voor de bevrijdingstheologie in Latijns-Amerika.
Gutiérrez was professor aan de katholieke Universiteit van Peru. In 1979 ontving hij een eredoctoraat van de Katholieke Universiteit Nijmegen.  In 1993 werd hij door de Franse overheid onderscheiden met het Legioen van Eer vanwege zijn inzet voor de menselijke waardigheid en de gerechtigheid. Hij is sinds 2004 lid van de orde van de Dominicanen.
Theologie moet volgens Gutiérrez altijd een kritische reflectie zijn op de christelijke praktijk in de geest van het Woord. In tegenstelling tot veel orthodoxe theologen die hun vakgebied als betrekkelijk los van de politieke en maatschappelijke wereld zien, stelde Gutiérrez  dat maatschappelijke vraagstukken centraal staan en dat de theologische praktijk historische realiteiten moet onderzoeken.
Gutiérrez' radicale drijfveer stamde deels uit zijn ervaring met de troosteloze armoede waaronder de verworpenen in veel delen van Zuid-Amerika leden. Maar hij was tevens gemotiveerd door zijn christelijkheid. Hij meende dat christelijk geloof eist dat iemand actief rechtvaardigheid op maatschappelijk en politiek gebied nastreeft.
Gutiérrez overleed op 22 oktober 2024 op 96-jarige leeftijd.

## Enige werken
- Bevrijdingstheologie: Geschiedenis, politiek, redding (Hacia una teologia de liberación, 1971).
- De waarheid maakt je vrij (Verdad los hará libres, 1986)
- Theologische studies (Essential writings, 1996)
- Las Casas: Op zoek naar de armen van Jezus Christus (1993)
- Gerechtigheid om niet: reflecties op het boek Job (1986)